# Vaccinium urceolatum
Vaccinium urceolatum là một loài thực vật có hoa trong họ Thạch nam. Loài này được Hemsl. miêu tả khoa học đầu tiên năm 1889.